# Petrucio Melo
Petrucio Carvalho Melo (Santana do Ipanema, 15 de setembro de 1950 – São Paulo, 1 de abril de 2016) foi um jurado e apresentador de televisão.

## Biografia
Amigo e parceiro de longa data de Silvio Santos, Petrucio Melo foi um dos grandes pioneiros dos concursos de Calouros do SBT, sendo um primeiros jurados deste calão. Patrucio também trabalhou com Chacrinha, no anos 80. Até 2016, o apresentador tinha um programa na Rede Brasil de Televisão, o Petrucio Melo Show, seguindo os moldes de sucesso que o fez crescer na TV.
2004 Meu Cunhado - Personagem: Petrúcio - Participação: Episódio: “Vai ser melhor para todos”
Morreu aos 65 anos em 1 de abril de 2016, em São Paulo. Ele estava internado no hospital Sancta Maggiore e sofreu uma parada cardiorrespiratória.